# Suíte 14
"Suíte 14" é o primeiro single da dupla Henrique & Diego, extraído do álbum Tempo Certo - Ao Vivo em Campo Grande. O single conta com participação do cantor de funk ostentação MC Guimê. Alcançou o topo da Brasil Hot 100 Airplay em 14 de março de 2015, permanecendo 5 semanas em #1. Foi a segunda música mais reproduzida nas rádios brasileiras em 2015.

## Lista de faixas
| Single digital |                             |         |  |
| N.º            | Título                      | Duração |  |
| 1.             | "Suíte 14" (Part. MC Guimê) | 2:58    |  |

| Single remix digital |                                                |         |  |
| N.º                  | Título                                         | Duração |  |
| 1.                   | "Suíte 14" (Mister Jam Remix) (Part. MC Guimê) | 2:50    |  |

## Prêmios e indicações
| Ano  | Prêmio            | Indicação       | Resultado |
| ---- | ----------------- | --------------- | --------- |
| 2015 | Prêmio Multishow  | Música Chiclete | Indicado  |
| 2015 | Caldeirão de Ouro | As 10+ do Ano   | 3º Lugar  |

## Desempenho nas tabelas musicais
| Tabela musical (2015)                     | Melhor posição |
| ----------------------------------------- | -------------- |
| Brasil - Billboard Brasil Hot 100 Airplay | 1              |